# Loeskypnum badium
Loeskypnum badium là một loài Rêu trong họ Amblystegiaceae. Loài này được (Hartm.) H.K.G. Paul mô tả khoa học đầu tiên năm 1916.